# Anne Marie Janer i Anglarill
Pour les articles homonymes, voir Anne-Marie (homonymie) et Janer.
Anne Marie Janer i Anglarill (Cervera, 18 décembre 1800 - Talarn, 11 janvier 1885) est une religieuse espagnole fondatrice des sœurs de la Sainte Famille d'Urgell et reconnue bienheureuse par l'Église catholique.

## Biographie
Anna Maria Janer est né en 1800 à Cervera, fille de Josep Janer i Pallés, maître charpentier, et Magina Anglarill i Olivé. Elle décide de consacrer sa vie à Dieu à 16 ans et rejoint le 25 janvier 1819 l'institut diocésain des sœurs de la Charité de Cervera, très vite elle devient maîtresse des novices et en 1832, supérieure de l'Hôpital de Cervera.
Les épidémies de typhus, de variole et de fièvre s'ajoutent aux difficultés politiques (Première Guerre carliste) et à l'expulsion des sœurs de l'hôpital. Anne Marie est contrainte de fuir à Solsona. Charles de Bourbon lui demande personnellement, sur les recommandations du chanoine Josep Caixal i Estradé (ca) qui fait partie du conseil d'administration de l'hôpital, de se charger de l'hôpital de Solsona, pour assister les blessés de la guerre. Après cette dernière, elle doit s'exiler à Toulouse et travaille à l'Hôpital de la Grave, elle revient à Cervera en 1844 mais cesse d'être supérieure de l'hôpital par pressions gouvernementales.
Anne Marie est convaincue de la nécessité de créer des écoles chrétiennes pour la promotion de la femme et de la famille. En 1857, Mgr Caixal lui demande de prendre en charge l'hôpital de La Seu d'Urgell où elle fonde la congrégation des sœurs de la Sainte Famille. Mère Janer forme les novices dans les choses spirituelles mais aussi dans les sciences et les arts, clé d'une bonne éducation.
La révolution de 1868 arrête l'expansion de la congrégation et les sœurs sont expulsées de l'hôpital. En novembre 1874, elles sont de retour à l'hôpital de la Seu. En 1880, Anne Marie est élue supérieure générale jusqu'en 1883, où libre de toute charge, elle s'installe à Talarn où elle continue de s'occuper des novices et des élèves. Elle meurt le 11 janvier 1885.
Le procès de béatification s'ouvre en 1953, ses restes sont transportés au couvent de la Sainte Famille à la Seu d'Urgell en 1961. Benoît XVI la déclare vénérable le 3 juillet 2009, elle est béatifiée le 8 octobre 2011 à la Seu d'Urgell par le cardinal Angelo Amato au nom de Benoît XVI.